# Xã Cynthian, Quận Shelby, Ohio
Xã Cynthian (tiếng Anh: Cynthian Township) là một xã thuộc quận Shelby, tiểu bang Ohio, Hoa Kỳ. Năm 2010, dân số của xã này là 1.991 người.